# Call girl: la vida privada de una señorita bien
Call-Girl (Vida privada de una señorita bien) es una película española, rodada en formato de 35 milímetros y en estmancolor. Fue estrenada el 27 de diciembre de 1976 en Madrid y en Barcelona el 7 de marzo de 1977. Es una película no recomendada para menores de 18 años. Obtiene una puntuación de 5,3/10 en IMDb. El número total de espectadores fue de 824.287 y obteniendo una recaudación de 395.419,56 pesetas, eastmancolor panorámico.

## Argumento
Desde que era una niña, Julia ve como su padre se arruina, debido a la vida que lleva con prostitutas de tarifas muy altas y baja moral. Julia al verse en la ruina pone en práctica la lección que involuntariamente aprendió de las amigas de su padre. En pocos meses pasa de ser una cotizada prostituta a la Madame cuyas chicas ofrecen sus servicios en la capital a importantes personalidades del país, pero el negocio empieza a tambalearse cuando comete el error de enamorarse.